# Paul Gourret
Paul Gourret (Roquevaire, 15 gennaio 1859 – 7 aprile 1903) è stato uno zoologo francese.

## Biografia
Studiò scienze naturali a Marsiglia, in seguito come docente alla facoltà di scienze a Lione. Nel novembre 1886 fu nominato professore aggiunto di zoologia alla scuola di medicina di Marsiglia. Dal maggio 1893, fu vicedirettore della stazione zoologica di Marsiglia.
Fu membro del comitato consultivo per la pesca marittima nel Ministero della marina e nel 1902 divenne cavaliere della Legion d'onore.
Il genere Gourretia della famiglia Callianassidae è chiamato in suo onore.

## Opere principali
- Révision des crustacés podophthalmes de golfe de Marseille suivie d'un essai de classification de la classe des crustacés, 1888.
- Sur les péridiniens du Golfe de Marseille, 1883.
- Considérations sur la faune pélagique du golfe de Marseille, 1884.
- Les pêcheries et les poissons de la Méditerranée (Provence), 1894.[3]